# ベルベ (製パン)
株式会社ベルベ (Bellbe) は、かつて神奈川県大和市に本社を置き、パンや洋菓子の製造・販売（ベーカリー&パティスリー）を営んでいた日本の企業。2021年に社長が突然失踪したことで事業を停止。事業停止時点では、神奈川県を中心に、東京都、静岡県で28店舗を展開していた。

## 概要
製パン業界で8年の経験を積んだ石川民夫が、1973年3月に神奈川県大和市で個人で創業。1976年4月に「手作りパン・洋菓子のベルベ」として法人へ改組。「素材・品質・味わい」へのこだわり、「手造り製法に妥協しない」「1店舗・1工房」をモットーとし、リーズナブルな価格も相まって近隣住民から高い評価を得ていた。
2010年以降は積極的な出店攻勢をかけ、路面店や商業施設、駅ビルの他にも、足柄サービスエリア下り線、大手町ビル、霞が関ビルにも出店し、一定額の月商が目標を下回った店舗は閉店するなどスクラップアンドビルドにも積極的であった。2020年6月には25億6,097万円の売上があった。

### 社長の失踪
しかし、新型コロナウイルスの影響により、店舗の休業や営業時間の短縮を余儀なくされたため売上が低下。人件費や賃料などの固定費負担も重くのしかかり、従業員に対する給与の遅配も発生するなど資金繰りが悪化したほか、2021年春頃からは賃貸料の未払いが散見されるようになり、一部の取引金融機関が債権回収に動いていた。さらには過去の決算内容に対する疑義も浮上した。2021年10月下旬には、借入金の返済が遅延していたことや、複数の取引先に対する支払が遅延していたことが明らかとなった。
同年10月31日には、前日まで連絡が取れていた石川社長が行方をくらまし、石川社長の家族やベルべの関係者とも連絡が取れない状態に陥った。石川社長の失踪を受けて、専務取締役などが取引先への対応に当たることになった。後にフジテレビ『Live News イット!』やテレビ朝日『グッド!モーニング』による取材により、石川元社長が「もう疲れた」などと書かれた書き置きや運転免許証、携帯電話を残していたことが明らかとなった。
債権者への弁済が不可能となったことから、ベルベは2021年11月8日に全店舗を閉鎖して事業停止し、事後処理を弁護士に一任。従業員によれば、事業停止の翌日である同年11月9日に全店舗の店長が大和市にある本部に集められ、役員から倒産する事を告げられたという。『グッド!モーニング』は、事業停止から1か月を経過した同年12月に石川社長の自宅へ赴いて取材を試みたが、応答はなかったという。

### 破産申請
経理を把握していたのは石川元社長のみであり、財務内容の把握は困難であったため、民事再生法の申請を断念した。ベルべは代表者を交代し、幹部社員が社長に就任して破産申請を行うこととなり。2022年2月4日に横浜地方裁判所に破産申請の書類を郵送し、横浜地方裁判所は同年2月8日までに破産申請を受理。同年3月8日に横浜地方裁判所から破産手続開始決定を受けた。負債総額は約59億円でベーカリーチェーンの倒産としては過去最大となった。
ベルべが提出した破産申立書によれば、借入先は金融機関、企業、個人の合計で約30に及ぶほか、銀行口座に関しても98口座が確認されている。
破産手続開始決定後も、石川元社長の行方は一時所在不明となっていたため、破産管財人による調査も時間がかかるとみられていた。

## 粉飾決算
ベルべの事業停止以前から信用調査会社である帝国データバンクと東京商工リサーチは、ベルベが長年にわたり粉飾決算を行っていた疑いをかけており、経理も石川元社長が会計事務所の従業員も取り込んで帳簿や決算書の粉飾を行っていた。さらに石川元社長は、緻密な事業計画や収支計画を立てていなかった。
運転資金が枯渇したベルべは、複数の金融機関に新店舗向けの融資を依頼し、運転資金に充てる事にした。手口は、金融機関ごとの異なる粉飾した決算書を提出し、当該銀行がメインバンクであるように偽装して資金を調達したほか、多重リースも行っていた。ある取引金融機関は「関係先ごとに複数の決算書を提出していたようだ。問題のある融資先との認識もなく見破れなかった」とコメントしている。金融機関からの融資が困難となったベルべは、2021年5月に石川元社長の友人から出資金の名目で資金を借り入れたが、その出資金も返済困難となる状況に陥った。
粉飾決算によりベルべは資金繰りに行き詰まり、2021年10月28日に石川元社長が東京都内の弁護士事務所を訪問して民事再生法申請を相談し、その際に不正会計を行っていたことを告白した。その際に弁護士は、粉飾されていない真正の決算書や各店舗の収支がわかる資料の提供を求めた。同年11月1日に再度打ち合わせを行うことになったが、前述の通り石川元社長が行方をくらましたため、弁護士と幹部社員で今後の方針が検討されることになった。帝国データバンクによれば、事業停止直後から取引金融機関から代理人弁護士に対して、借入金に関する問い合わせがあったという。

## 元社長の逮捕
破産から約2年後の2023年12月5日、石川元社長が横浜市瀬谷区の知人宅に潜伏していたことが明らかになり、不動産会社から3千万円相当の小切手を騙し取ったとして、詐欺容疑で神奈川県警捜査2課と大和署により逮捕された。2024年1月10日、金融機関に売上を水増しした虚偽の決算書を提出し、融資名目で約5,000万円を騙し取ったとして石川が再逮捕された。

## 事業継承と計画倒産説
ベルベの事業は、2021年12月に設立された「Az」が引き継いでいる。事業を継承した「Az」の小嶋亮社長は、失踪した石川元社長の親族（娘婿）であることから「計画倒産だったのではないか」との憶測も流れた。
小嶋はこれに対し「自身は一店舗の責任者として勤務していただけで本社の経営には関与しておらず、そもそも本社の経営自体が独善的な人物だった石川1人の手によって抱えられ、他の幹部は経営状態すら把握できておらず、自身もの事業停止と全店舗閉鎖を知らされたのは当日の2日前だった」と述べ、疑惑を否定している。